# Ghaliyya al-Wahhabiyya
Ghaliyya al-Wahhabiyya (Arabiska: غالية الوهابية), död 1818, var en arabisk Wahhabikvinna som är känd i historien för att under 1800-talets början ha organiserat försvaret av staden Mecka mot ett anfall av Osmanska riket. 
Hon var dotter till Sheikh Abd al-Rahman bin Sultan al-Badri och gift med prins Hamad Ben Abduallah ben-Umhay, som var guvernör i Tarba för emiratet Diriyah. Hon beskrivs som intelligent och stödde sin make politiskt med hjälp av den förmögenhet hon ärvt av sin far. 
När hennes make skadades under det osmansk-saudiska kriget (1811-1818) utsåg han henne till deras sons förmyndare, vilket gjorde att hon hamnade i en ovanlig maktposition och blev de facto regent. När de osmanska trupperna närmade sig Mecka, slöt hon en militär allians för att försvara området och deltog aktivt i denna. 
Hon ledde framgångsrikt försvaret av Mecka mot ett osmanskt anfall under Muhammad Ali av Egypten i Slaget vid Turaba 1814. 
Krönikorna beskriver incidenten: 
"Aldrig har arabstammarnas motstånd vid Mecka varit så stark som hos araberna från Tarba... Som ledare hade de en kvinna som bar namnet Ghaliyya."
Hennes motståndare, som var oförmögna att acceptera att de hade blivit besegrade av en kvinna, påstod att hon hade använt sig av trolldom, hade det onda ögat och hade gjort sina trupper osynliga med hjälp av magi.